# Archidiakonat Dolenjsko in Notranjsko
Archidiakonat Dolenjsko in Notranjsko − jeden z 4 archidiakonatów archidiecezji lublańskiej składający się z 4 dekanatów, w których skład wchodzi łącznie 51 parafii.
W skład archidiakonatu wchodzą następujące dekanaty:
- dekanat Cerknica
- dekanat Grosuplje
- dekanat Ribnica
- dekanat Vrhnika